# Rhein-Main-Hallen

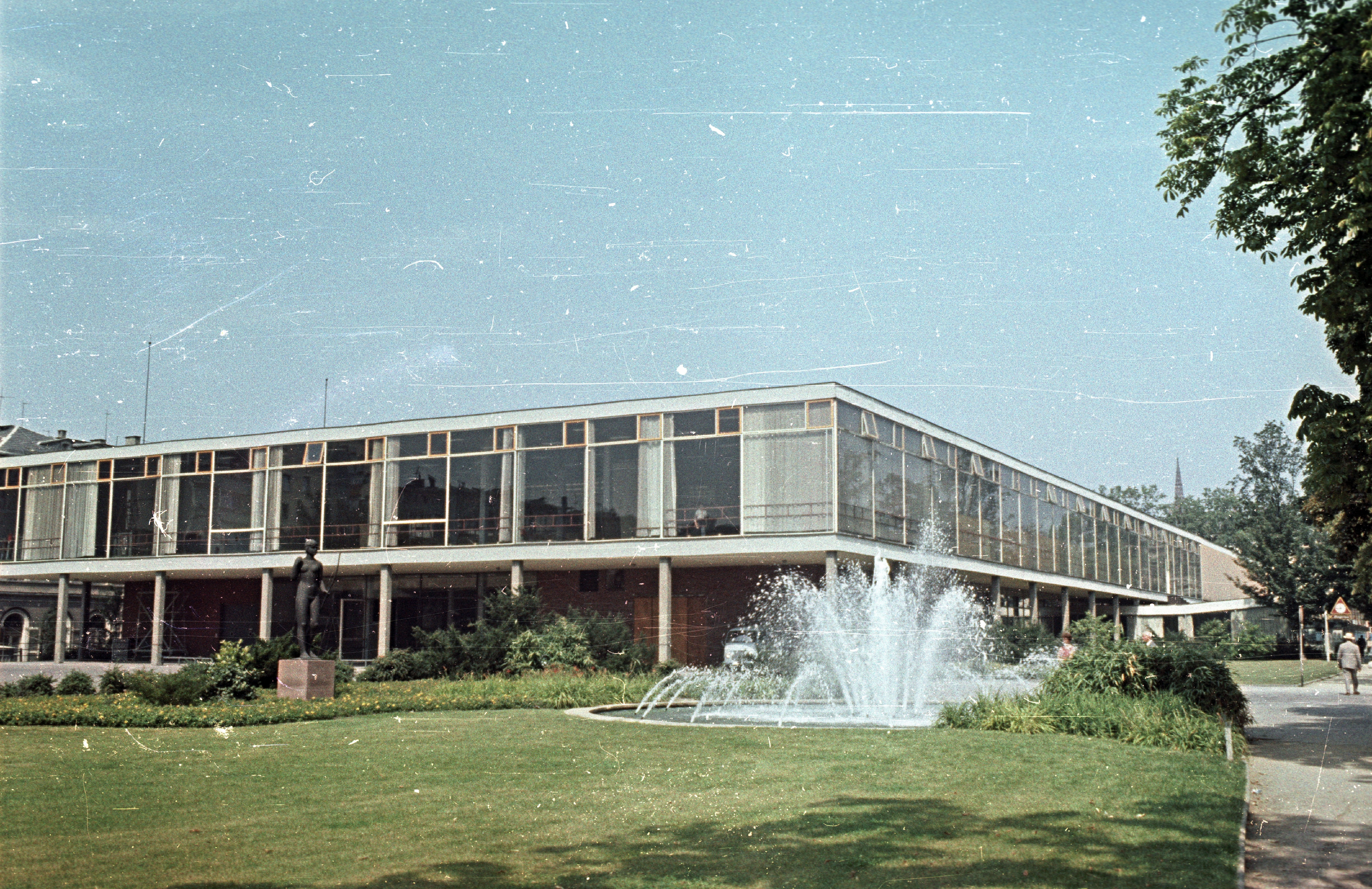
Südostecke der Rhein-Main-Hallen zur Herbertanlage (1965)

Die Rhein-Main-Hallen waren der größte Veranstaltungskomplex in der hessischen Landeshauptstadt Wiesbaden und wurden von der Rhein-Main-Hallen GmbH betrieben. Sie bildeten ein Messe- und Kongresszentrum in der Wiesbadener Innenstadt und verfügten über 13 Kongress- und Tagungssäle sowie Ausstellungshallen mit einer Gesamtfläche von über 20.000 m² verteilt auf zwei Ebenen. Die größte Halle bot bis zu 2.600 Personen Platz und war als Ausstellungshalle, Kongresssaal, Konzerthalle und Raum für Unterhaltungs- und Abendveranstaltungen nutzbar. Das Foyer mit dem Haupteingang wurde erst 2006 fertiggestellt. Die Rhein-Main-Hallen wurden 2014 abgerissen und durch den Neubau RheinMain CongressCenter Wiesbaden ersetzt, der 2018 in Betrieb ging.

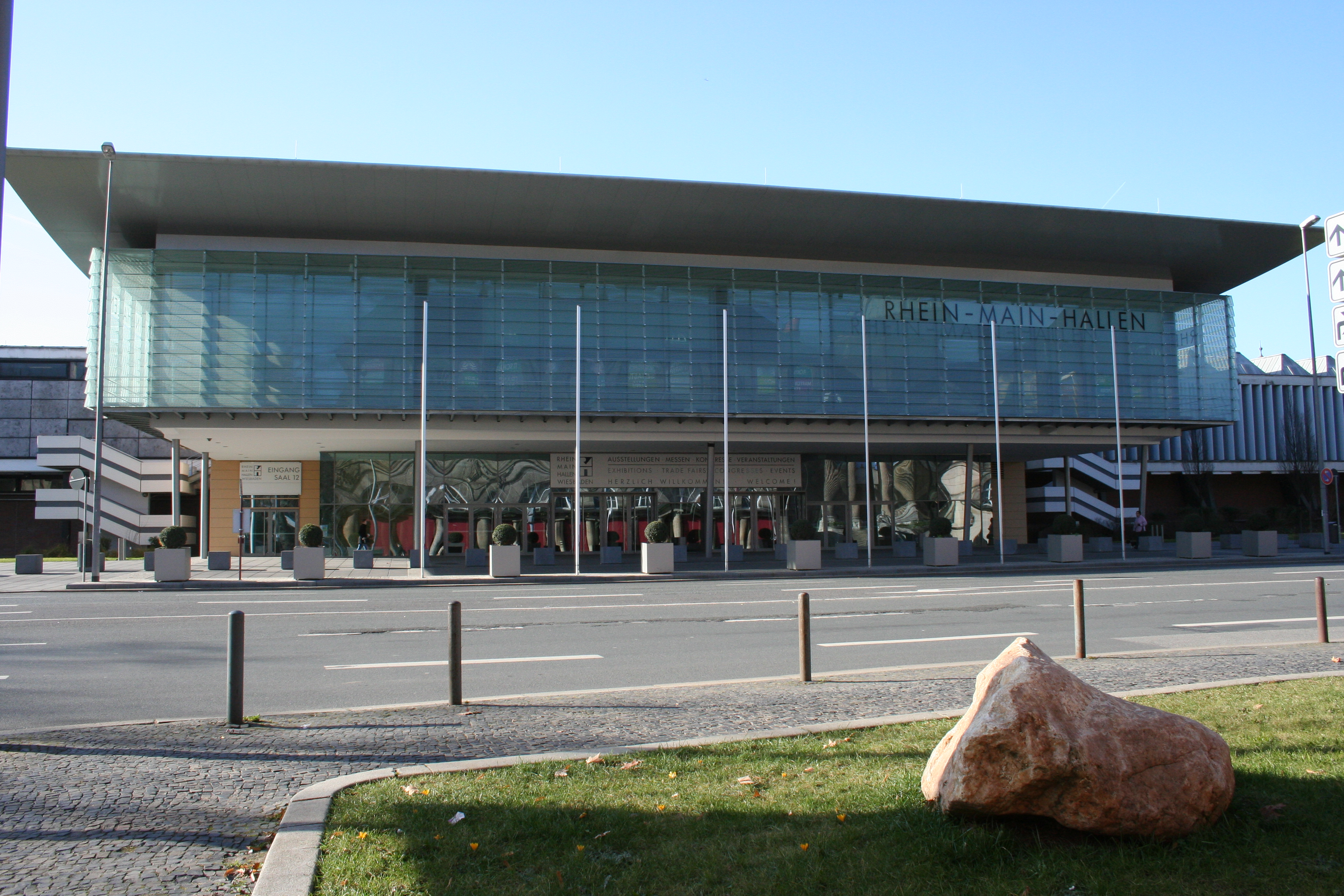
Der Haupteingang mit dem 2006 erbauten Foyer (2008)

## Geschichte

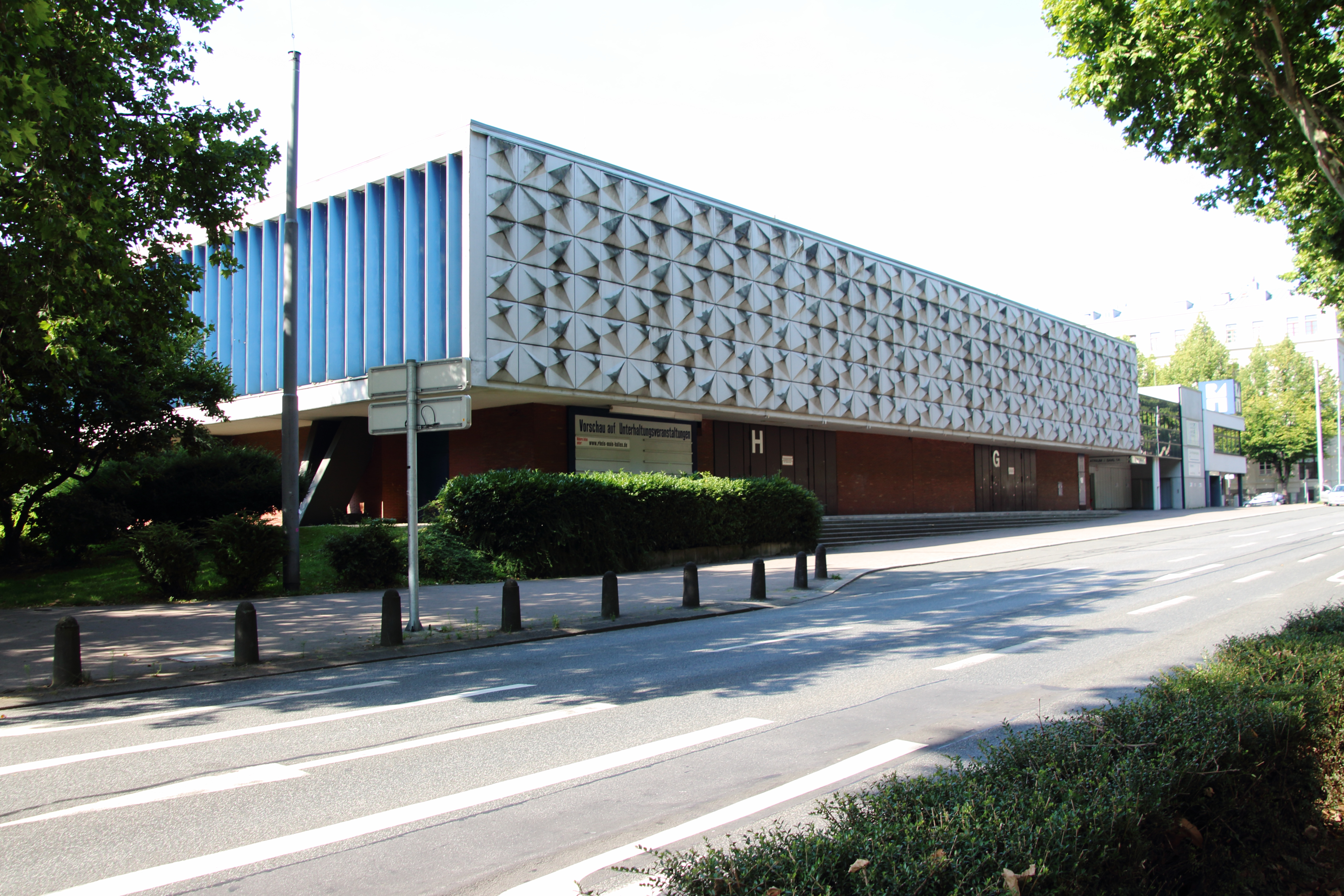
Fassade an der Rheinstraße (2014)

Die Grundsteinlegung der ursprünglichen Rhein-Main-Halle erfolgte im Jahr 1956, die Eröffnung im darauffolgenden Jahr. Der Entwurf stammte von Heinrich Rosskotten (zusammen mit Edgar Tritthart). Das Gebäude lag an der Ecke Friedrich-Ebert-Allee und Rheinstraße, gegenüber dem Wiesbadener Museum. An diesem Ort befand sich bis zur Eröffnung des Wiesbadener Hauptbahnhofs im Jahre 1906 der ehemalige Taunusbahnhof sowie der ehemalige Rheinbahnhof. Das Messe- und Kongresszentrum wurde stetig erweitert und modernisiert. Im Jahr 2006 erhielten die Rhein-Main-Hallen einen neuen Haupteingang sowie einen zusätzlichen Kongresssaal über dem Eingang.

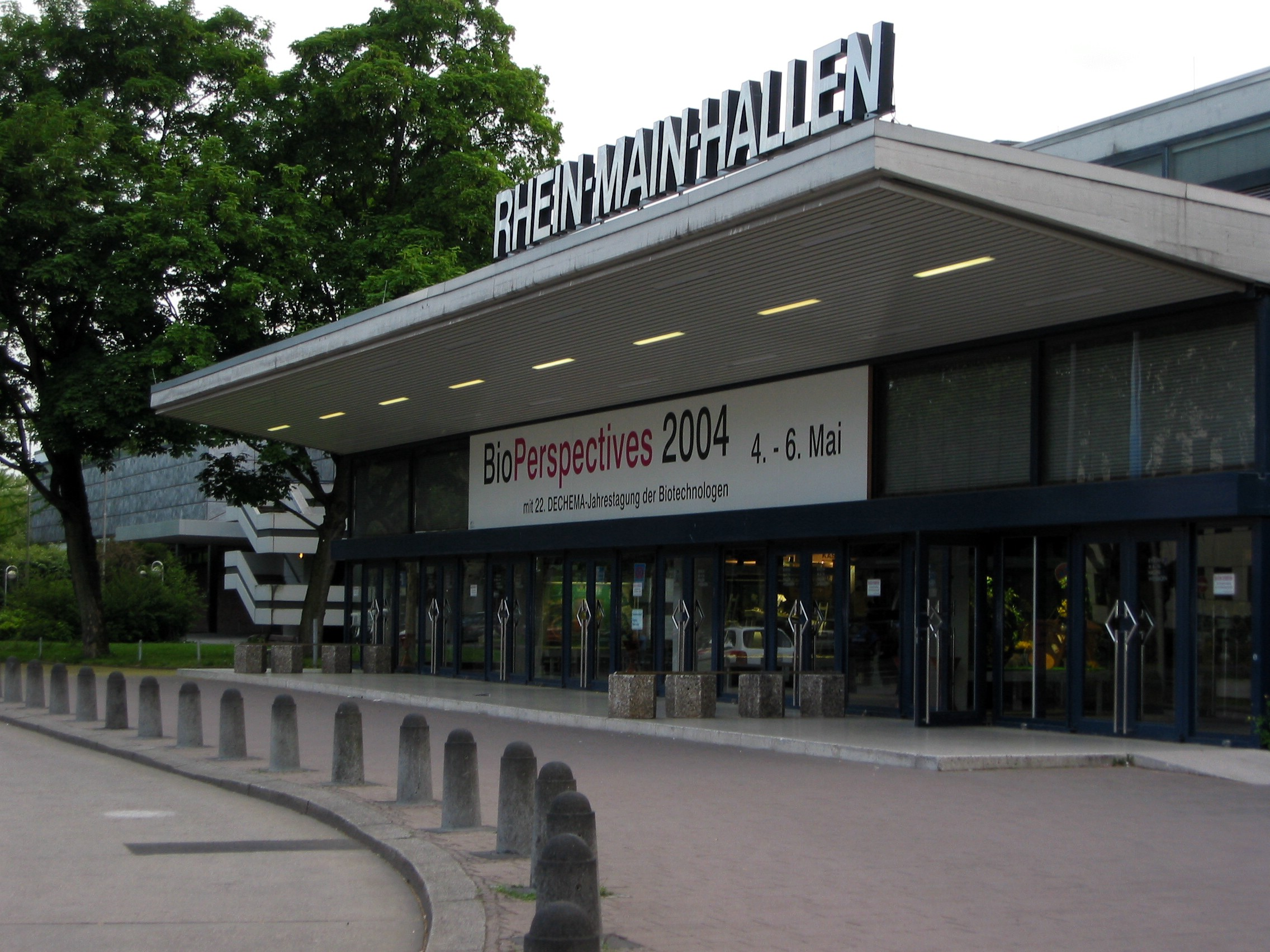
Der Haupteingang der Rhein-Main-Hallen (2004)

### Abriss und Neubau ab 2014
Die Stadtverordnetenversammlung von Wiesbaden beschloss im September 2012 den Abriss der bestehenden Hallen, der im August 2014 begann. Ab 2015 entstand ein Neubau, das RheinMain CongressCenter, der im April 2018 offiziell eröffnet wurde. Im Februar 2018 fand erstmals eine Veranstaltung, der Ball des Sports, im zu diesem Zeitpunkt noch nicht fertiggestellten RheinMain CongressCenter statt.

## Nutzung
In den Rhein-Main-Hallen wurden Messen wie zum Beispiel die jährlich stattfindende Kreativ-Welt sowie die Messe Personal und Weiterbildung ausgetragen, ebenso wie Konzerte, Kongresse (zum Beispiel der Kongress der Deutschen Gesellschaft für Innere Medizin und die Herbsttagung des Bundeskriminalamtes) und sonstige Veranstaltungen wie 2011 zum Beispiel die Bambi-Verleihung. Des Weiteren fand 2011 in den Rhein-Main-Hallen mit der Veggie World „Die Messe für nachhaltiges Genießen“ die erste Vegetariermesse Deutschlands statt. Im Jahr 1977, von 1992 bis 2001 und von 2007 bis 2014 fand der von der Deutschen Sporthilfe ausgerichtete Ball des Sports im Messe- und Kongresszentrum statt. Insgesamt waren es ca. 110 Veranstaltungen mit 400.000 Besuchern im Jahr.
Vor einigen Jahren engagierten sich die Rhein-Main-Hallen innerhalb Wiesbadens und unterstützten gemeinnützige Vereine. Im Jahr 2009 wurde der Evangelische Verein für Innere Mission in Nassau unterstützt, 2010 Herzenswärme e. V. und 2011 die Kinder- und Jugendfarm Biberbau.